# マイ・プラン
株式会社マイ・プランは放送番組の制作プロダクション。コマーシャルの企画制作及び販売も行っている。

## 所属スタッフ
- 長谷川勉（プロデューサー）
- 神戸謙太郎（ディレクター）
- 長岡一也（元日本短波放送→ラジオたんぱスポーツアナウンサー　競馬ライター）

## 主な制作番組

### 現在
日本テレビ
- サッカーアース
- スッキリ!!　特集コーナー
- 中居正広の7番勝負!超一流アスリートVS芸能人どっちが勝つの?SP

TBS
- 情報7days ニュースキャスター

テレビ朝日
- 朝だ!生です旅サラダ　マンスリー企画（ABC制作）

テレビ東京
- 叙々苑カップ芸能人ゴルフチャンピオン決定戦
- 平尾昌晃プロアマチャリティーゴルフ

BS11
- BSイレブン競馬中継
- うまナビ!イレブン

グリーンチャンネル
- トレセンリポート
- 調教VTR

### 過去の制作番組
日本テレビ
- 独占!!スポーツ情報
- スーパーテレビ情報最前線
- スポーツうるぐす
- 徳光&所のスポーツえらい人グランプリ
- ザ!情報ツウ
- 謎を解け!まさかのミステリー
- ズームイン!!SUPER・特集コーナー
- Sports weekly HERO
- アンテナ22
- NNNニュースプラス1・プラスワン大注目
- 徳光&所の世界記録工場
- SPORTS★LEGEND
- 月刊ベースボールTV!
- The Moments-北京へと続く瞬間-
- Newsリアルタイム・リアル特集コーナー
- NEWS ZERO・知花くららの特集コーナー
- Going!Sports&News

フジテレビ
- ふれあい見つけ旅（東海テレビ制作）

テレビ朝日
- 志村&所の戦うお正月

テレビ東京
- スポーツ魂スペシャル アスリート達の涙
- ヘルメスの悪戯

関東の独立UHF局（東京MXは除く）
- 中央競馬ワイド中継・中央競馬ハイライト

その他
- 住商ホームショッピング